# San Massimo
San Massimo ist eine italienische Gemeinde (comune) in der Provinz Campobasso in der Region Molise. Die Gemeinde liegt etwa 22,5 Kilometer westsüdwestlich von Campobasso, hat 823 Einwohner (Stand 31. Dezember 2023) und grenzt unmittelbar an die Provinzen Isernia und Caserta (Kampanien).

## Sport
Der Ortsteil Campitello Matese ist Teil eines Skiresorts (1450 m) und war mehrfach Etappenort des Giro d’Italia.